# Adam Thebesius
Adam Thebesius (auch Adam Thebes; * 6. Dezember 1596 in Seifersdorf, Herzogtum Liegnitz; † 12. Dezember 1652 ebenda) war Pfarrer und Kirchenlieddichter.
Thebesius wurde als Spross einer schlesischen Pfarrerdynastie in Seifersdorf bei Liegnitz geboren. Nach dem Studium in Wittenberg, das er mit dem Magisterexamen abschloss, wurde er 1619 Pfarrer in Mondschütz. 1621 heiratete er. Seine Frau starb 1629, vier seiner acht Kinder starben vorzeitig. 1627 wurde er Senior des Pfarrkreises Wohlau, zu dem auch Mondschütz gehörte. Kurz darauf wurde er an die Kirche St. Petri und Pauli in der Oberstadt seiner Heimatgemeinde Seifersdorf berufen. Am 12. Dezember 1652 starb er dort.
Seine Predigtweise war durch das Bemühen um einen logischen Aufbau und verständliche Formulierung gekennzeichnet. Daher verzichtete er auf lateinische Ausdrücke. Seine Art zu Predigen fand große Verbreitung und wurde als Methodus Thebesiana bekannt.
Das Lied Du großer Schmerzensmann (EG 87, Text: Adam Thebesius, Melodie: Martin Jahn) wurde in das Evangelische Gesangbuch aufgenommen.